# Priscilla Ekwere Eleje
Priscilla Ekwere Eleje là Giám đốc điều hành tiền tệ hiện tại của Ngân hàng Trung ương Nigeria (CBN). Cô là người phụ nữ đầu tiên đạt được vị trí được đề cập ở trên, và cũng là người phụ nữ đầu tiên có chữ ký của mình được gắn vào Tiền tệ Nigeria, đồng naira.

## Bối cảnh và giáo dục
Eleje là người gốc Afikpo ở bang Ebonyi. Cô có bằng Tâm lý học tại Đại học Jos, bang Plateau. Cô đã đạt được học bổng Hubert H. Humphrey về Ngân hàng và Quản lý tại Đại học Boston, Massachusetts, Hoa Kỳ. Ngoài ra, cô là Kiểm toán viên hệ thống thông tin được chứng nhận (CISA).

## Sự nghiệp
Eleje được bổ nhiệm làm Giám đốc điều hành nội bộ của ngân hàng apex Nigeria, CBN, vào tháng 8 năm 2018. Trước cuộc hẹn, cô giữ vị trí trong khả năng diễn xuất. Bộ tiền tệ đầu tiên có chữ ký của cô là 1000 tờ tiền được phát hành vào năm 2019.. Tại đây, cuộc hẹn đã được một số phụ nữ tán thành, đáng chú ý nhất là Hội đồng Phụ nữ Quốc gia (NCWS), Nigeria.